# Stephen Kleene
Stephen Cole Kleene (Hartford, Connecticut; 5 de enero de 1909-Madison, Wisconsin; 25 de enero de 1994) fue un lógico y matemático estadounidense. Introdujo la operación clausura de Kleene, denotada por el símbolo V*. 

## Biografía
Kleene nació en Hartford, Connecticut, Estados Unidos. Recibió su título de artes en el Amherts College en 1930. Desde 1930 a 1935 fue un estudiante graduado y asistente investigador en la Universidad de Princeton, donde recibió su doctorado en Matemáticas en 1934, supervisado por Alonzo Church, por una tesis titulada Una teoría de Enteros Positivos en Lógica Formal. En 1935 ingresó en el departamento de matemáticas UW-Madison como instructor. Se convirtió en asistente de profesor en 1937.
Desde 1939 a 1940 fue un visitante escolar en Princeton del Institute for Advanced Study (Instituto para Estudio Avanzado), donde fundó la teoría de las funciones recursivas, un área de interés que sería investigada por él durante toda su vida. En 1941 regresó a Amherst como profesor asociado de matemáticas. 
Durante la Segunda Guerra Mundial, Kleene fue Capitán de Corbeta en la Armada de los Estados Unidos. Además, fue instructor de navegación en la US Naval Reserve’s Midshipmen’s School en Nueva York, y después director de proyecto en el Laboratorio de Investigación Naval de Estados Unidos en Washington D. C.
En 1946 regresó a Wisconsin, convirtiéndose en profesor en 1948. Ahí fue presidente de Matemáticas y Ciencias Computacionales en 1962 y 1963, y decano del Colegio de Letras y Ciencias desde 1969 hasta 1974. En 1964 fue llamado el profesor de Matemáticas «Cyrus C. MacDuffee». Se retiró en 1979.
Ávido escalador de montañas, Kleene tuvo fuerte interés en la naturaleza y el ambiente, y participó en muchas causas a favor de conservación del medioambiente. Condujo varias organizaciones profesionales, sirviendo como presidente de la Association of Symbolic Logic (Asociación de Lógica Simbólica) de 1956 a 1958. En 1961 fue presidente de la Internacional Union of the History an the Philosophy of Science. Murió en Madison, Wisconsin. 